# Cathy Overton-Clapham
Cathy Overton-Clapham (* 19. Juli 1969 in Winnipeg, Manitoba als Cathy Overton) ist eine kanadische Curlerin. Sie spielt in der Saison 2018/19 als Third im Team um Skip Laura Walker.

## Karriere
Bei ihrer ersten Juniorenweltmeisterschaft 1990 war Overton-Clapham der Skip und gewann mit ihrem Team die Bronzemedaille.
Overton-Clapham gewann bei der Curling-Weltmeisterschaft 1995 als Third im Team von Skip Connie Laliberte die Silbermedaille.
Bei der Curling-Weltmeisterschaft 2005 und 2009 belegte sie jeweils den vierten Platz.
Bei der Weltmeisterschaft 2008 in Vernon gewann Overton-Clapham mit dem kanadischen Team um Skip Jennifer Jones die Goldmedaille. Die Round Robin hatte das Team als Zweiter abgeschlossen. Das Page-Playoff-Spiel verlor man gegen China mit Skip Wang Bingyu mit 5:7, dagegen gewann man das Halbfinale gegen Japan (Skip: Moe Meguro) mit 9:8. Im Finale gegen China gewann das Team 7:4.
Overton-Clapham gewann am 28. März 2010 mit dem kanadischen Team um Skip Jennifer Jones die Bronzemedaille bei der Curling-Weltmeisterschaft. Im kanadischen Swift Current besiegte die Mannschaft im Spiel um den 3. Platz das Team Schweden um Skip Cecilia Östlund mit 9:6 Steinen.
Nach der Saison 2009/10 trennte sich das Team von Jennifer Jones von Overton-Clapham und Kaitlyn Lawes nahm die Position des Third ein. In den folgenden Jahren war sie Skip eines eigenen Teams. In der Saison 2016/17 spielte sie in einigen Wettbewerb im Team der Schweizerin Silvana Tirinzoni als Ersatz für die verletzte Manuela Siegrist. 2017/18 war sie Third im Team von Chelsea Carey und ersetzte dort Amy Nixon. In der Saison 2018/19 spielt sie als Third im Team von Laura Walker.

## Teammitglieder
- Laura Walker (Skip)
- Lori Olson-Johns (Second)
- Laine Peters (Lead)

## Erfolge
- 1. Platz Weltmeisterschaft 2008
- 2. Platz Weltmeisterschaft 1995
- 3. Platz Weltmeisterschaft 2010
- 1. Platz kanadische Meisterschaft (Tournament of Hearts) 1995, 2005, 2008, 2009, 2010
- 2. Platz kanadische Meisterschaft 2006
- 3. Platz kanadische Meisterschaft 1996, 1999, 2000, 2007